# Barnolt
Barnolt est le nom de scène de Pierre Auguste Fleuret aussi appelé Paul Fleuret (14 juin 1839 à Paris - 15 juin 1900 à Bois-Colombes), un ténor français d'opéra qui a surtout chanté à l'Opéra-Comique de Paris.

## Biographie
Pierre Auguste Fleuret était le fils de Joseph François Fleuret et de Louise Hélène Barnault. Après une année d'études au Conservatoire de Paris, où parmi ses professeurs on trouve Charles Bataille, Barnolt fit ses débuts au théâtre des Folies-Marigny et se produisit aussi aux Fantaisies-Parisiennes (1866)) où il commença dans des rôles de « trial ».
Barnolt fit ses débuts à l'Opéra-Comique le 23 juillet 1870 comme Dandolo dans Zampa et devint l'un des « serviteurs les plus utiles et fidèles de l'Opéra-Comique ». Il créa le rôle de Le Remendado lors de la première de Carmen et le repri à l'Opéra-Comique en 1883, en 1891 et 1898. Il interpréta ce rôle sur scène plus de six cents fois. Il était sur scène chantant Fréderic dans Mignon d'Ambroise Thomas la nuit où le feu détruisit la Salle Favart le 25 mai 1887.
À l'Opéra-Comique, il apparut sur scène dans les rôles d'Ali-Bajou (Le Caïd), Lillas Pastia (Carmen), Dickson (La Dame blanche), Bertrand (Le Déserteur), Thibaut (Les Dragons de Villars), Beppo (Fra Diavolo), Midas (Galathée), le Poète (Louise), Benetto (Le maître de chapelle), Fréderic (Mignon), Basilio (Les Noces de Figaro), Blaise (Le Nouveau seigneur de village), Cantarelli (Le Pré aux clercs) Guillaume (Richard Cœur-de-Lion), Scapin (La serva padrona) et Mouck (La Statue),.
Ses dernières interprétations enregistrées datent de 1900, l'année de sa mort.
Pierre Auguste Fleuret se maria deux fois : le 3 décembre 1868 avec Léopoldine Adolphine Marie Flavie Ghys (1840-1872), le 18 avril 1882 avec Marie Joséphine Lagarde (1841-).

## Rôles créés

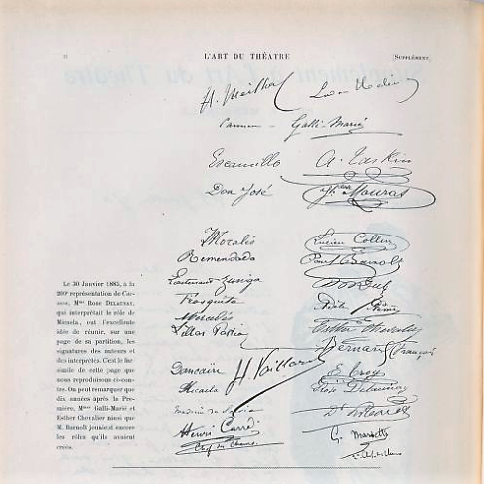
Signature des auteurs et des interprètes de Carmen réunies le 30 janvier 1885 à l'occasion de la 200e représentation sur une page de sa partition par Rose Delaunay qui interprétait le rôle de Micaela et reproduites par la revue L'Art du théâtre en 1905. Dix années après la première, Célestine Galli-Marié, Esther Chevalier et Barnolt jouaient encore les rôles qu'ils avaient créés.

Parmi les trente premières à l'Opéra-Comique, on trouve:
- Pacôme dans Le roi l'a dit, 1873
- Le Remendado dans Carmen, le 3 mars 1875, qu'il a joué plus de six cents fois[9]
- Luc (Don Mucarade) d'Ernest Boulanger, le 10 mai 1875
- Ridendo dans Les Noces de Fernande, 1878
- Séraphin dans Le Pain bis, 1879
- Desfonandrès/1er médecin dans L’amour médecin, 1880
- Trivelin dans Joli Gilles, 1884
- Basile dans Le roi malgré lui, 1887
- Gil dans Proserpine, 1887
- Maître Guillot dans La Basoche, le 30 mai 1890
- Mathurin dans Madame Rose d'Antoine Banès, le 25 septembre 1893
- Cynalopex dans Phryné, 1893[6]

Barnolt chanta aussi dans les premières à Paris de Werther (Schmidt) le 16 janvier 1893, Falstaff (Bardolphe) en 1894 et La Bohème (Parpignol) en 1898.